# Фостер (тауншип, округ Фэрибо, Миннесота)
Фостер (англ. Foster) — тауншип в округе Фэрибо, Миннесота, США. На 2000 год его население составило 314 человек.

## География
По данным Бюро переписи населения США площадь тауншипа составляет 92,9 км², из которых 91,7 км² занимает суша, а 1,1 км² — вода (1,20 %).

## Демография
По данным переписи населения 2000 года здесь находились 314 человек, 112 домохозяйств и 85 семей.  Плотность населения —  3,4 чел./км².  На территории тауншипа расположено 119 построек со средней плотностью 1,3 построек на один квадратный километр. Расовый состав населения: 98,41 % белых, 0,32 % афроамериканцев, 0,32 % азиатов и 0,96 % приходится на две или более других рас. Испанцы или латиноамериканцы любой расы составляли 1,91 % от популяции тауншипа.
Из 112 домохозяйств в 35,7 % воспитывались дети до 18 лет, в 74,1 % проживали супружеские пары, в 1,8 % проживали незамужние женщины и в 24,1 % домохозяйств проживали несемейные люди. 21,4 % домохозяйств состояли из одного человека, при том 10,7 % из — одиноких пожилых людей старше 65 лет. Средний размер домохозяйства — 2,80, а семьи — 3,34 человека.
30,6 % населения — младше 18 лет, 5,7 % — в возрасте от 18 до 24 лет, 24,8 % — от 25 до 44, 25,8 % — от 45 до 64, и 13,1 % — старше 65 лет. Средний возраст — 38 лет. На каждые 100 женщин приходилось 107,9 мужчин.  На каждые 100 женщин старше 18 приходилось 103,7 мужчин.
Средний годовой доход домохозяйства составлял 40 833 доллара, а средний годовой доход семьи —  48 125 долларов. Средний доход мужчин —  27 500  долларов, в то время как у женщин — 16 477. Доход на душу населения составил 16 224 доллара. За чертой бедности находились 3,0 % семей и 3,8 % всего населения тауншипа, из которых 14,7 % старше 65 лет.